# فاطمه بنت سعد
فاطمه بنت سعد (عربی: فاطمة بنت سعد) جد پنجم پدری و جد چهارم مادری محمد پیامبر اسلام بود.

## زندگی
فاطمه بنت سعد دختر سعد از بنی‌اَزد یمن بود. او با کلاب بن مره ازدواج کرد و از او دو فرزند به دنیا آورد. پسر بزرگش، زهره بن کلاب، بزرگ قبیله بنی‌زهره بود، و پسر کوچکش قصی بن کلاب، اولین متولی کعبه بود. پس از مرگ کلاب بن مره با ربیعه بن حرم از قبیله بنی‌عذره ازدواج کرد و همراه او به شام رفت و از او داری فرزندی به نام دراج شد.